# Castello Raggio
Il castello Raggio di Genova è stato uno degli edifici storici del capoluogo ligure.
Situato nel quartiere di Cornigliano, il maniero, già pesantemente danneggiato dai bombardamenti della seconda guerra mondiale, venne abbattuto il 14 aprile 1951 per lasciare il posto all'insediamento siderurgico "Oscar Sinigaglia" dell'Italsider e all'aeroporto internazionale "Cristoforo Colombo", inaugurato una decina di anni dopo.

## Storia

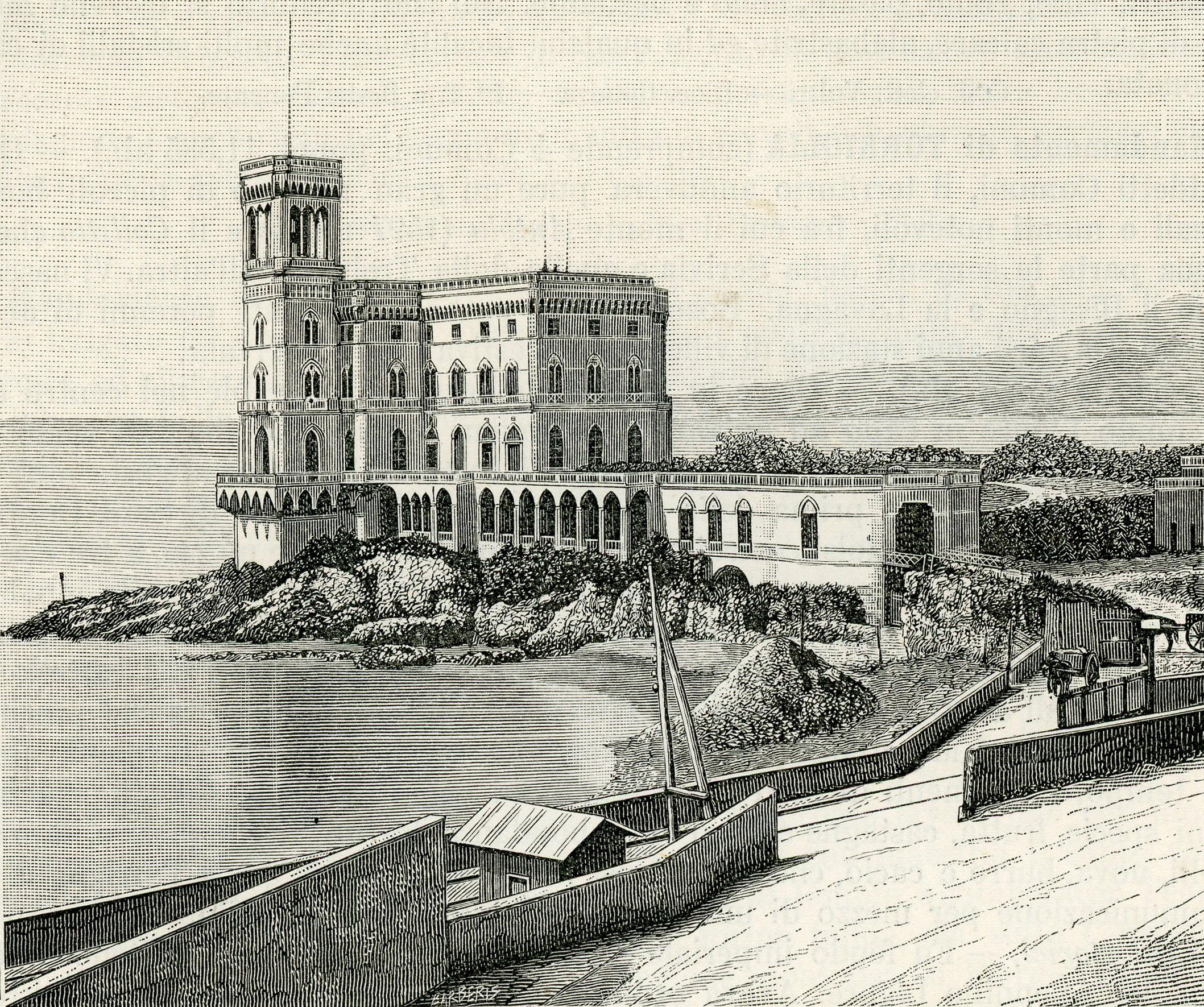
Una xilografia del castello della fine dell'Ottocento

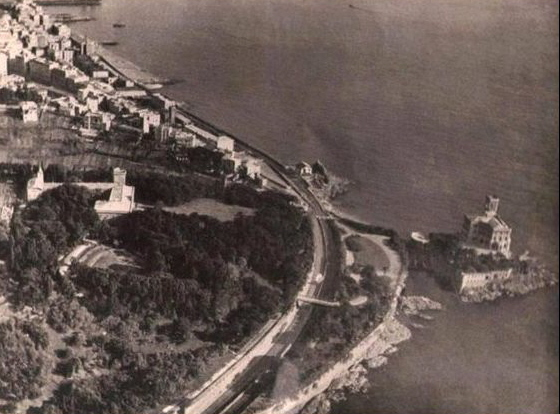
Il castello Raggio in una foto della prima metà del XX secolo

Il promontorio su cui sorgeva il castello, detto di Sant'Andrea, era sede di una comunità religiosa, inizialmente dedicata al culto di Benedetto da Norcia, le cui prime tracce risalgono all'Alto Medioevo. Nel 1131 i monaci cambiarono osservanza, entrando nell'Ordine cistercense e, pochi anni dopo, trasferirono la sede del monastero nella retrostante collina, in una posizione leggermente sopraelevata, edificando la Badia di Sant'Andrea. Nella badia e nella chiesa operò e visse, durante il XII secolo, sant'Alberto da Genova.
Nel 1797 i due edifici, con la fine della Repubblica e la nascita della filo-rivoluzionaria Repubblica Ligure, vennero espropriati, al pari di molte altre proprietà religiose della regione. La badia fu acquistata dal duca Vivaldi Pasqua, che la trasformò in villa signorile, conservando nelle strutture l'originario stile gotico, mentre la chiesa che si trovava sul promontorio venne impiegata prima come polveriera e successivamente (1860-1881) come sede di un distaccamento della Regia Marina. Nel 1881 la zona venne acquisita dalla famiglia Raggio.
Il castello fu edificato in stile liberty a fine Ottocento dall'imprenditore e uomo politico ligure Edilio Raggio. La zona scelta fu quella compresa tra lo scoglio di capo Sant'Andrea e l'area chiamata Fossa a Calcinara - detta anche del Deserto - prossima all'acciaieria-fonderia Raggio & Ratto di proprietà dello stesso Raggio.
Assai ammirato per le sue eleganti linee architettoniche, per la sua realizzazione venne finanziata la somma straordinaria per l'epoca di seicentosessantamila lire. La sua struttura era a forma di parallelepipedo, con una torre a pianta quadrangolare che affiancava il corpo principale, ricalcando nelle sembianze - e secondo le intenzioni dell'architetto Rovelli - il castello di Miramare a Trieste, fatto costruire intorno al 1860 da Massimiliano d'Asburgo. Gli interni erano stati fatti finemente affrescare.
Nella parte occidentale del corpo principale diverse aperture conducevano al giardino (arricchito da un piccolo orto) e alle scuderie. Sul lato orientale, una galleria consentiva di giungere ad un belvedere la cui vista spaziava dal litorale della riviera ligure di ponente fino alla torre della Lanterna.
Sui tre piani del maniero erano disposti, sopra il pianterreno, il piano nobile, dotato di un ampio atrio con vasca pensile in cristallo e destinato a funzioni di rappresentanza, le camere da letto e i mezzanini.
Il castello fu frequentato negli anni a cavallo del secolo e fino alla prima guerra mondiale da esponenti della nobiltà e del mondo politico fra cui il re Umberto I d'Italia con la regina Margherita di Savoia, la contessa Fiammetta Doria (della potente dinastia dei Doria), il duca di Galliera, il principe di Napoli, il conte di Torino e il presidente del Consiglio Giovanni Giolitti.
La decadenza del castello ebbe inizio subito dopo la seconda guerra mondiale e seguì, temporalmente, le difficoltà con le quali l'Italia si trovò a confrontarsi una volta uscita dal conflitto.

## Luogo della Resistenza partigiana
Al castello Raggio è legata anche una pagina di storia relativa al secondo conflitto mondiale: il 25 aprile 1945 - giorno della Liberazione - la zona di Cornigliano in cui il castello sorgeva fu scenario degli ultimi combattimenti.
In particolare, il castello - fino ad allora controllato dalle forze di occupazione - fu espugnato dai partigiani delle Squadre di Azione Patriottica (SAP) di Sestri Ponente, mezz'ora prima che si arrendessero anche i presidi tedeschi ancora attivi a Voltri e a Pra'. L'area di Sant'Andrea fu quindi una delle prime località del ponente genovese ad uscire dalla guerra.